# Mariscal
|  | Per a altres significats, vegeu «Mariscal (desambiguació)». |

Mariscal és un terme utilitzat en diversos títols oficials de diverses branques de la societat. A mesura que els mariscals es van convertir en membres de confiança de les corts de l’Europa medieval, el títol va créixer en reputació. Durant els darrers segles, s'ha utilitzat per a oficines elevades, com ara en el grau militar i l'aplicació de la llei civil. A la majoria de països, no és un grau militar pròpiament dit però s'atorga als generals per assoliments excepcionals, com a rang més alt de l'exèrcit (equivalent a un general de cinc estrelles de l'exèrcit als Estats Units).
El mot en català és una alteració de l'anterior marescal, del fràncic marhskalk (cavaller major), compost per marh (cavall) i skalk (servidor), i és germà del mot occità antic marescal, que era el cap militar o veterinari, i el francès maréchal. Posteriorment fou el qui cura les malalties dels cavalls, i encara més tard, dels animals en general. A l'edat mitjana la paraula s'usà per a denominar alts càrrecs militars, i en el segle xv, el maréchal francès va passar al castellà i al català com a mariscal, i manescal, menescal, merescal van quedar com a veterinari.

## Símbols

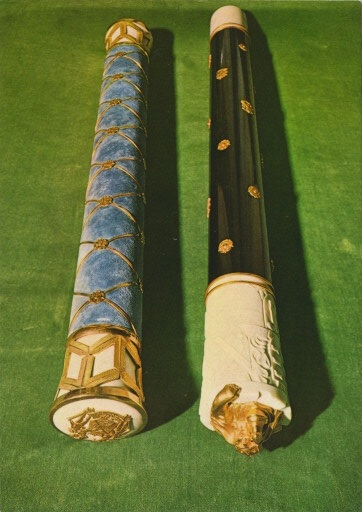
Foto dels bastons de comandament de Carl Gustaf Emil Mannerheim

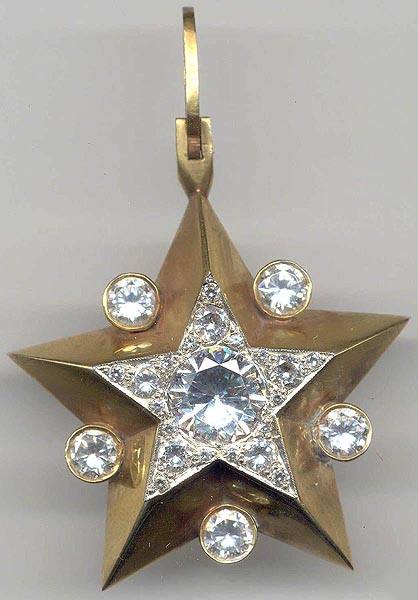
Estrella de Mariscal (tipus gran)

El Bastó de Mariscal és una vara estreta i curta portada per oficials militars d'alt rang com a part de l'uniforme. A diferència de la vara de comandament, al bastó no es recolza a terra; i a diferència del ceptre, el bastó normalment acaba en pla, sense estar coronat a la punta amb algun símbol. L'origen del Bastó de Comandament és remot però comú a totes les societats ramaderes, entre les quals trobem Egipte i Roma, pel que s'ha manifestat mitjançant l'art. A l'Europa occidental, la majoria són variacions dels que els cònsols rebien i que representaven el comandament sobre tots els que estaven lligats als feixos que representaven les tribus romanes que representaven el poble de Roma. Amb el temps s'estendria als comandants que ostentaven l'autoritat suprema, tant civil com militar sobre les províncies de la República, així com durant els dictadors i, finalment, l'emperador. Un bastó blanc, curt i pesat, era el símbol del comandament imperial atorgat a un llegat militar, el qual el mantenia en alt proclamant per damunt del teu cap i el meu, per representar a l'emperador.
L'estrella de mariscal és una divisa addicional dels mariscals de les Forces Armades Soviètiques i russes. Té forma d'estrella de cinc puntes, en or i platí amb diamants, i es porta penjant del coll sobre l'uniforme de gala. Després del traspàs del mariscal, l'Estrella havia de ser retornada a l'Estat.

## Història
El títol romà tardà i romà d'Orient de comes stabuli ("comte dels estables") era un calc del germànic, que es va convertir en francès antic con(n)estable i modern connétable, i, manllevat del francès antic, la paraula "conestable".
El rang de mariscal va evolucionar des del títol de marescalci (mestres de cavalleria) de la cort franca de Carlemany, a finals del segle VIII i principi del segle ix. La importància de la cavalleria en la guerra medieval va fer que el mariscal s’associés a una posició de comandament, que incloïa els deures de mantenir l'ordre a la cort i al campament i decidir qüestions de cavalleria. Com a cap militar, el mariscal estava originalment subordinat al conestable a l’Europa occidental. Els monarques francs els van convertir-los en els representants del rei a les quatre grans divisions del Regne: Austràsia, Neustria, Borgonya i Aquitània com a majordoms o intendents del palau reial, i cap al segle XIII el mariscal estava prenent ràpidament rellevància com a comandant de les forces reials i gran oficial d'estat.
El càrrec de mariscal de França es va instituir durant el regnat de Felip II de França vers 1190, per a Albéric Clément, convertint-lo en un dels grans oficials de la corona, el mariscal de camp (maréchal de camp) era el comandant d'una brigada. El càrrec va ser abolit el 1793, durant la Revolució Francesa va ser substituït pel de general de brigada, però Napoleó Bonaparte va restituir-lo en el 1804 nomenant 18 mariscals de l'imperi, entre ells Michel Ney, Nicolas Jean de Dieu Soult, Jean Baptiste Jules Bernadotte i Joachim Murat. El càrrec es va extingir i va revifar-se com un rar honor que normalment es concedia només en temps de guerra. El rang de mariscal de camp francès no s'ha de confondre amb el de Mariscal de França, que era el rang màxim a l'Antic Règim i que encara avui és el màxim rang francès (si bé en teoria no es tracta d'un rang sinó d'una dignitat d'estat).
Els oficials independentistes durant les Guerres d'independència hispanoamericanes amb una distinció superior a la dels seus companys d'armes van ser nominats mariscals.
Els Estats Units mai no han fet servir el rang de mariscal de camp, perquè George Washington només va ser general, i es considera inapropiat tenir un rang superior. Al seu lloc, es fan servir dues variacions de general: General de l'exèrcit i, en casos molt particulars, General dels Exèrcits dels Estats Units. Aquest darrer va ser creat per a John Pershing el 1919 en reconeixement de la seva actuació com a comandant de la Força Expedicionària Americana.